# Boston-Marathon 1996
Der Boston-Marathon 1996 war die 100. Ausgabe der jährlich stattfindenden Laufveranstaltung in Boston, Vereinigte Staaten. Der Marathon fand am 15. April 1996 statt.
Bei den Männern gewann Moses Tanui in 2:09:15 h und bei den Frauen Uta Pippig in 2:27:12 h.

## Ergebnisse

### Männer
| Platz | Athlet           | Land       | Zeit (h) |
| ----- | ---------------- | ---------- | -------- |
| 01    | Moses Tanui      | Kenia      | 2:09:15  |
| 02    | Ezekiel Bitok    | Kenia      | 2:09:26  |
| 03    | Cosmas Ndeti     | Kenia      | 2:09:51  |
| 04    | Lameck Aguta     | Kenia      | 2:10:03  |
| 05    | Sammy Lelei      | Kenia      | 2:10:11  |
| 06    | Abebe Mekonnen   | Äthiopien  | 2:10:21  |
| 07    | Charles Tangus   | Kenia      | 2:10:28  |
| 08    | Paul Yego        | Kenia      | 2:10:49  |
| 09    | Carlos Grisales  | Kolumbien  | 2:11:17  |
| 10    | Steve Moneghetti | Australien | 2:11:17  |

### Frauen
| Platz | Athletin               | Land        | Zeit (h) |
| ----- | ---------------------- | ----------- | -------- |
| 01    | Uta Pippig             | Deutschland | 2:27:12  |
| 02    | Tegla Loroupe          | Kenia       | 2:28:37  |
| 03    | Nobuko Fujimura        | Japan       | 2:29:24  |
| 04    | Sonja Krolik           | Deutschland | 2:29:24  |
| 05    | Larisa Zouzko          | Russland    | 2:31:06  |
| 06    | Franziska Rochat-Moser | Schweiz     | 2:31:33  |
| 07    | Madina Biktagirowa     | Belarus     | 2:31:38  |
| 08    | Lorraine Moller        | Neuseeland  | 2:32:02  |
| 09    | Alla Jiliaeva          | Russland    | 2:33:32  |
| 10    | Valentina Enachi       | Moldau      | 2:33:58  |